# Pero (Milán)
Pero je italská obec v metropolitním městě Milán v oblasti Lombardie.
K prosinci 2020 zde žilo 11 292 obyvatel.

## Sousední obce
Milán, Rho